# 西里村 (熊本県)
西里村（にしざとむら）は、熊本県の北部に位置していた村。

## 地理
- 河川：井芹川、西谷川

## 歴史
- 1898年8月26日 - 硯川村、寺迫村、五町村が合併し発足。
- 1955年7月1日 - 川上村と新設合併し、北部村発足。

## 学校
- 西里村立西里小学校
- 飽託郡北部中学校組合立北部中学校